# Todo el año es Navidad
Todo el año es Navidad es una película en blanco y negro de Argentina dirigida por Román Viñoly Barreto sobre el guion de Horacio S. Meyrialle que se estrenó el 25 de febrero de 1960 y que tuvo como protagonistas a Raúl Rossi, Olga Zubarry, Carlos Estrada y Nelly Meden. Estructurado en cinco episodios, es una derivación del programa de televisión homónimo que se mantuvo en pantalla por varias temporadas.

## Sinopsis
Santa Claus asume la apariencia de obrero, mucamo, empleado y barman para solucionar los problemas de distintas personas.

## Reparto
- Raúl Rossi	 ...	Santa Claus
- Olga Zubarry	 ...	Esther (episodio "Una mujer")
- Carlos Estrada	 ...	Enrique (episodio "Una mujer")
- Nelly Meden	 ...	Marta (episodio "El angelito")
- Leonardo Favio	 ...	Armando Echagüe / Roberto Echagüe (episodio "El hermano")
- Ricardo Castro Ríos	 ...	Federico (episodio "El angelito")
- Mabel Karr	 ...	Carmen (episodio "Cobardía")
- Enrique Guarnero	 ...	Don Servando (episodio "Violencia")
- Elcira Olivera Garcés
- Pepita Serrador	 ...	Señora Echagüe (episodio "El hermano")
- Narciso Ibáñez Serrador	 ...	Carmelo (episodio "Cobardía")
- Oscar Orlegui	 ...	Angelito (episodio "El angelito")
- Juan Carlos Altavista	 ...	Bromista (episodio "Cobardía")
- Josefa Goldar
- Silvia Nolasco
- Juan Buryúa Rey
- Miguel Ligero	 ...	Prestamista
- Eduardo Muñoz
- Rodolfo Ranni
- Osvaldo Soriani
- Omar Tovar
- Margarita Burke
- Yolanda Fasce	 ...	Mujer de Don Servando (episodio "Violencia")
- André Norevó
- Carlos Bianquet
- Luis Calán	... Empleado (episodio "Cobardía")
- Claudio Lucero
- Rafael Diserio
- Raúl Aules	 ...	Miguel (voz)

## Comentarios
Juan F. Sebastián escribió en Democracia que el filme tenía:

”Libro ingenuo y realización decorosa.”

La Razón comentó:

”Las moralejas de un gran barbudo…con vocecita tenue y larga barba cana, el actor Raúl Rossi hace las veces de Santa Claus. Parece tímido, pero eso no impide que dé aleccionadores consejos a sus clientes. Es un film muy flojo.”